# Lista de singles número um na Gaon Digital Chart em 2022
Esta é uma lista de canções que atingiram o número um da tabela musical Gaon Digital Chart em 2022. A lista é publicada pela Gaon Music Chart em periodicidade semanal (com dados coletados de domingo a sábado), mensal e anual. A lista refere-se a um gráfico que classifica as canções com o melhor desempenho na Coreia do Sul. Os dados são coletados pela Korea Music Content Association.
Abaixo estão listados os singles que alcançaram as melhores posições nas paradas semanais e mensais do ano vigente:

## Histórico semanal
| Semana de       | Canção                            | Artista(s)                      | Ref.   |
| --------------- | --------------------------------- | ------------------------------- | ------ |
| 1 de janeiro    | "Merry-Go-Round" ( 회전목마 )     | Sokodomo com Zion. T e Wonstein | [ 1 ]  |
| 8 de janeiro    | "Winter Sleep" ( 겨울잠 )         | IU                              | [ 2 ]  |
| 15 de janeiro   | "Drunken Confession" ( 취중고백 ) | Kim Min Seok                    | [ 3 ]  |
| 22 de janeiro   | "Drunken Confession" ( 취중고백 ) | Kim Min Seok                    | [ 4 ]  |
| 29 de janeiro   | "Drunken Confession" ( 취중고백 ) | Kim Min Seok                    | [ 5 ]  |
| 5 de fevereiro  | "Drunken Confession" ( 취중고백 ) | Kim Min Seok                    | [ 6 ]  |
| 12 de fevereiro | "Drunken Confession" ( 취중고백 ) | Kim Min Seok                    | [ 7 ]  |
| 19 de fevereiro | " INVU "                          | Taeyeon                         | [ 8 ]  |
| 26 de fevereiro | " INVU "                          | Taeyeon                         | [ 9 ]  |
| 5 de março      | " INVU "                          | Taeyeon                         | [ 10 ] |
| 12 de março     | " INVU "                          | Taeyeon                         | [ 11 ] |
| 19 de março     | " Ganadara "                      | Jay Park com IU                 | [ 12 ] |
| 26 de março     | "Tomboy"                          | (G)I-dle                        | [ 13 ] |
| 2 de abril      | "Tomboy"                          | (G)I-dle                        | [ 14 ] |
| 9 de abril      | "Still Life" (봄여름가을겨울)     | Big Bang                        | [ 15 ] |
| 16 de abril     | "Still Life" (봄여름가을겨울)     | Big Bang                        | [ 16 ] |
| 23 de abril     | "Our Blues" (우리들의 블루스)     | Lim Young-woong                 | [ 17 ] |
| 30 de abril     | "Still Life" (봄여름가을겨울)     | Big Bang                        | [ 18 ] |

## Histórico mensal
| Mês       | Canção                          | Artista(s)   | Ref.   |
| --------- | ------------------------------- | ------------ | ------ |
| Janeiro   | "Drunken Confession" (취중고백) | Kim Min Seok | [ 19 ] |
| Fevereiro | "Drunken Confession" (취중고백) | Kim Min Seok | [ 20 ] |
| Março     | "INVU"                          | Taeyeon      | [ 21 ] |